# رشيد أرحب
رشيد أرحب (بالفرنسية: Rachid Arhab)‏‏ (26 يونيو 1955 في الأربعاء نايث إيراثن - ) صحفي، ومقدم تلفزيوني، ومذيع أخبار من فرنسا. بالإضافة إلى كونه عضو في المجلس الأعلى للسمعيات والبصريات (CSA).

## النشأة
ولد رشيد أرحب في 26 يونيو 1955 في بلدة الأربعاء نايث إيراثن شمال الجزائر، وأمضى طفولته في بلدة فاميك الفرنسية بالقرب من تيونفيل في منطقة لورين. وحصل على الجنسية الفرنسية في عام 1992.
تخرج من مدرسة الصحافة في ستراسبورغ، وأصبح صحفيًا في قناة فرنسا الثالثة في عام 1977، ثم في ريمس وباريس.

## مهنة التلفزيون

### تقديم الأخبار
في عام 1985 انضم أرحب إلى دائرة السياسة المحلية على قناة فرنسا 2، وأصبح لاحقًا في عام 1990 رئيسًا للدائرة. وفي الصيف، قدم نشرة أخبار قناة فرنسا 2 في الفترة 1992 إلى 1994، بينما واصل عمله كمراسل لـ "Envoyé spécial" و"Géopolis".
في أكتوبر 1997، عُين نائبًا لتحرير قناة فرنسا 2. من سبتمبر 1998 إلى سبتمبر 2000، قدم نشرة الأخبار في الساعة 1:00 مساءً على قناة فرنسا 2 إلى جانب كارول غيسلر قبل أن يحل محله جيرار هولتز.

### عروض
قدم أرحب يوميًا برنامج Ecomatin على قناة فرنسا 5، وبعد ذلك بعامين، برنامج Dans la lumière على قناة فرنسا 2. منذ عام 2000، قدم أرحب على قناة فرنسا 2 برنامج J'ai rendez-vous avec vous.
كل يوم أحد، في المدينة، كان يجمع المشاهدين الذين أرادوا مشاركة وجهات نظرهم حول الأخبار. لكن العرض توقف بعد تعيينه في المجلس الأعلى للسمعيات والبصريات بواسطة جان لويس ديبري في يناير 2007.
في سبتمبر 2017، انضم إلى فريق برنامج لا تلمس منصبي.

## الجوائز
- وسام جوقة الشرف من رتبة فارس
- 7 d'Or [الإنجليزية]‏